# Подставков, Михаил Петрович
Михаил Петрович Подставков (23 ноября 1926 — 12 апреля 1981) — передовик советской оборонной промышленности, слесарь-лекальщик Златоустовского машиностроительного завода Министерства общего машиностроения СССР, Челябинская область, Герой Социалистического Труда (1969).

## Биография
Родился в 1926 году в деревне Борки Великолукского уезда Псковской области. Русский.
В 1942 году после окончания учёбы в средней школе, поступил в ремесленное училище №23 города Златоуста Челябинской области, где получил специальность слесаря-лекальщика.
По окончании обучения в училище трудоустроился на завод №66 Наркомата вооружения СССР. Стал трудиться по специальности. В короткие сроки овладел тонкостями профессии. 
В годы Великой Отечественной войны завод производил стрелковое оружие, а после перепрофилировался на производство баллистических ракет подводного базирования. С начала 1960-х годов на заводе налажено производство тормозной двигательной техники для космической отрасли.
Закрытым Указом Президиума Верховного Совета СССР от 23 сентября 1969 года за выдающиеся заслуги при выполнении плана пятилетки и создании новой техники Михаилу Петровичу Подставкову было присвоено звание Героя Социалистического Труда с вручением ордена Ленина и медали «Серп и Молот».
В дальнейшем был назначен мастером, а затем старшим мастером цеха ЗМЗ.
Последние годы жизни проживал в городе Златоуст. Умер 12 апреля 1981 года.

## Награды
- золотая звезда «Серп и Молот» (23.09.1969)
- орден Ленина (23.09.1969)
- Медаль «За трудовое отличие» (17.06.1961)
- другие медали.